# Orkoraptor
Orkoraptor ist eine Gattung der Megaraptoridae aus der Gruppe der Theropoden. Die einzige bekannte Art der bislang monotypischen Gattung ist Orkoraptor burkei aus der Mittleren Mata Amarilla Formation (früher Pari Aike Formation, Oberkreide, Cenomanium bis Santonium, ca. 100,5 bis 83,6 Millionen Jahre) in der Provinz Santa Cruz im argentinischen Teil Patagoniens.

## Etymologie und Forschungsgeschichte
Der Gattungsname leitet sich ab vom tehuelchischem Orr-Korr („gezähnter Fluß“), der den Fluss La Leona bezeichnet, welcher in der Nähe des Fundortes liegt und dem lateinischen raptor („Räuber“). Der Artzusatz burkei ehrt den Amateurpaläontologen Coleman Burke, der die Expedition, die die Fossilien fand, unterstützte. Der Artname lässt sich grob also in etwa mit „Burkes Räuber vom gezähnten Fluß“ übersetzen.
Das Typusexemplar der Gattung, MPM-Pv 3457, wurde im Jahr 2001 in der Mittleren Mata Amarilla Formation im Süden Patagoniens gefunden. Die Erstbeschreibung erfolgte 2008 durch Fernando Novas und Koautoren.
2010 stellten Benson, Carrano und Brusatte die Gattung in die neu aufgestellte Klade der Megaraptora. 2013 fassten Novas et al. die aus dem Gebiet von Gondwana stammenden Megaraptora, darunter auch Orkoraptor, in die Untergruppe der Megaraptoridae innerhalb der Megaraptora zusammen.

## Fossilbeleg
Das Fossilmaterial des Holotypus MPM-Pv 3457 umfasst ein rechtes Postorbitale, ein rechtes Quadratojugale, einen Knochen des Unterkiefers, bei dem es sich möglicherweise um ein rechtes Coronoid handelt, acht isolierte Einzelzähne, Teile des Atlaswirbels, zwei proximale Schwanzwirbel, die proximale Hälfte eines rechten Schienbeins, Fragmente von insgesamt acht Rippen und drei unvollständige Chevronknochen. Die Überreste des Holotypus stammen von einer einzelnen Fundstelle mit einem Durchmesser von etwa 1,5 m in der Mittleren Mata Amarilla Formation. Dazu kommen noch drei weitere Einzelzähne (MPM-Pv 3458) aus derselben Fundschicht.

## Merkmale
Orkoraptor war ein etwa 6–7 Meter langer bipeder Theropode mit einer geschätzten Körpermasse von etwa 500 Kilogramm.
Die Zähne von Orkoraptor sind labiolingual abgeflacht und stark nach hinten gekrümmt. Eine tiefe Furche, die entlang der Längsachse der Zähne, sowohl auf der Labialseite als auch auf der Ligualseite verläuft, verleiht den Zähnen einen charakteristischen Querschnitt in Form einer Acht. Die mesiale Seite ist glatt (ungezähnt) und relativ breit. Nur die distale Seite der Zähne ist mit sägezahnartigen Dentikeln versehen, ein Merkmal, das Orkoraptor mit einigen Vertretern der Compsognathidae und der Deinonychosauria teilt.
Das, wie bei den meisten Diapsida, dreistrahlig aufgebaute Postorbitale zeigt einen breiten Jochbeinfortsatz und der Rand zur Augenhöhle ist stumpf und ohne suborbitalen Flansch. Der rostrale Fortsatz ist anterodorsal (nach vorne und oben) geneigt, ein Merkmal, das Orkoraptor mit einigen Vertretern der Maniraptora teilt. Das Quadratojugale weist dagegen nur einen kurzen Jochbeinfortsatz auf. Die proximalen Schwanzwirbel zeigen kleine Pleurocoele (seitliche Öffnungen zur Gewichtsreduktion), für einen Theropoden ein seltenes Merkmal das sonst nur von wenigen anderen Vertretern der Tetanurae bekannt ist.

## Alterseinstufung
Die Sedimente der Mittleren Mata Amarilla Formation waren ursprünglich der obersten Oberkreide (Maastrichtium) zugeordnet worden und die Erstbeschreiber folgten diesem Ansatz. Spätere U-Pb-Datierungen an Zirkonen aus einer Tuff-Lage belegen allerdings ein etwas höheres Alter der Fundschichten die jetzt in das Cenomanium bis Santonium der Oberkreide eingeordnet werden.

## Systematik
Die festgestellten Merkmale ließen die Erstbeschreiber zunächst vermuten, dass es sich um einen Vertreter der Coelurosauria handelt. Um ihre Hypothese zu überprüfen, integrierten sie Orkoraptor in eine entsprechende, bereits bestehende phylogenetische Datenmatrix und ergänzten diese um zwei weitere berücksichtigte Merkmale. Die Analyse wies Orkoraptor als Vertreter der Maniraptora aus. Eine genauere Einordnung innerhalb dieser Gruppe war jedoch nicht möglich. Die Autoren fanden es bemerkenswert, dass das Einfügen von Orkoraptor in die Datenmatrix die schon lange und gut etablierten Kladen der Compsognathidae und der Dromaeosauridae in ihrem Status als monophyletische Gruppen gleichsam zusammenbrechen ließ. Dies und weitere Ergebnisse der Analyse veranlassten sie die neue Gattung vorsichtig als fraglichen Vertreter der Coelurosaurier einzuordnen. Sie schlossen aber auch die Möglichkeit nicht aus, dass Orkoraptor einer bislang unbekannten Gruppe großer Tetanurae aus der Oberkreide Südamerikas angehörte.
Im Jahr 2010 veröffentlichten Benson, Carrano und Brusatte die Ergebnisse eines zweiten Versuches die systematische Stellung von Orkoraptor und drei weiterer Theropoden (Aerosteon, Australovenator und Shaochilong) zu klären. Diesmal wurde eine Datenmatrix verwendet und erweitert, die Benson zuvor bereits zusammengestellt hatte um die Verwandtschaftsverhältnisse der basalen Tetanurae zu klären. Es stellte sich heraus, dass Orkoraptor mit Aerosteon, Australovenator, Neovenator, Chilantaisaurus, Fukuiraptor und Megaraptor eine monophyletische Gruppe bildete, die die Autoren als Neovenatoridae bezeichneten und den Carcharodontosauridae als Schwestergruppe innerhalb der Carcharodontosauria gegenüber stellten. Die Autoren interpretierten die Gruppe also als Vertreter der Allosauroidea. Zudem identifizierten Benson und seine Koautoren innerhalb der Neovenatoridae eine weitere monophyletische Untergruppe aus Aerosteon, Australovenator, Fukuiraptor, Megaraptor und Orkoraptor die sie als Megaraptora bezeichneten. Orkoraptor ließ sich zwar dieser Untergruppe zuordnen, die Stellung innerhalb der Klade blieb aber aufgrund des nur sehr bruchstückhaften Fossilbelegs unklar.
In einer umfassenderen phylogenetischen Analyse der Tetanurae bestätigten Carrano et al. 2012 diese Einschätzung. Orkoraptor wird in dieser Arbeit zwar ausdrücklich als Vertreter der Megaraptora erwähnt, war aber nicht Teil der für die Analyse verwendeten Datenmatrix. Oben stehendes Kladogramm zeigt die systematische Stellung von Orkoraptor nach der Interpretation von Benson et al., 2010 beziehungsweise Carrano et al., 2012 als Vertreter der Megaraptora (Untergruppe der Neovenatoridae) innerhalb der Allosauroidea.
2013 veröffentlichte eine Arbeitsgruppe um zwei der Erstbeschreiber (Novas und Ezcurra) einen weiteren Versuch anhand einer phylogenetischen Analyse die Zugehörigkeit der Megaraptora, und damit auch von Orkoraptor, zu den Coelurosauriern zu belegen. Die Autoren bestätigten die Megaraptora als monophyletische Gruppe, verorteten diese jedoch in der Gruppe der Tyrannosauroidea, also tief innerhalb der Klade der Coelurosauria und nicht innerhalb der Allosauroidea. Zusätzlich unterschieden sie innerhalb der Megaraptora noch die Untergruppe der Megaraptoridae in der sie alle Vertreter der Megaraptora aus dem ehemaligen Südkontinent Gondwana zusammenfassten und Fukuiraptor aus Laurasia gegenüber stellten. Dieser Einschätzung folgten 2014 auch Porfiri et al. auf Basis von neuem Belegmaterial für die Gattung Megaraptor.
In Summe lässt sich festhalten, dass die systematische Stellung von Orkoraptor, und der Megaraptora in allgemeinen, noch ungeklärt ist (Stand März 2018).

## Palökologie
Für Orkoraptor kann von einer karnivoren Ernährungsweise ausgegangen werden.
Die Mittlere Mata Amarilla Formation (ehemals Pari Aike Formation) wird von Sandsteinen und Ton-/Schluffsteinen aufgebaut die in einem verflochtenen bis anastomosierenden beziehungsweise mäandrierenden Flusssystem am Rand des Austral-Beckens (auch als Rocas-Verdes-Becken oder Magellan-Becken bekannt) abgelagert wurden.
Mineralogische und geochemische Analysen von Paläoböden innerhalb der Sedimentabfolge lassen Rückschlüsse auf die paläoklimatologischen Bedingungen zu. Die Daten sprechen für ein subtropisches Klima mit einer Jahresmitteltemperatur von 12 ± 2,1 °C und einer mittleren Jahresniederschlagsmenge von 1404 ± 108 mm bei ausgeprägten saisonalen Regenzeiten.
Zahlreiche Pflanzenfossilien belegen eine dichte Vegetationsdecke. An der Basis der Mittleren Mata Amarilla Formation sind zahlreiche Baumstämme und Wurzelstöcke eines Versteinerten Waldes (María Elena Petrified Forest) erhalten. Die Baumgesellschaft wird von Vertretern der Podocarpaceae dominiert. Untergeordnet treten auch Araucariaceae und vereinzelt Cycadales in Erscheinung. Fossile Baumstämme aus den höheren Anteilen der Mittleren Mata Amarilla Formation lassen sich ausschließlich als Vertreter der Koniferen zuordnen, allerdings gibt es auch Fundhorizonte die von Blattabdrücken bedecktsamiger Pflanzen dominiert werden. Iglesias und Ko-Autoren unterscheiden für Letztere 12 verschiedene Morphotypen, was auf eine bereits relativ hohe Diversität der Bedecktsamer in diesem Ökosystem hinweist. Da fossile Baumstämme und Blattabdrücke eindeutig unterschiedlichen Gruppen der Samenpflanzen zugeordnet werden können, vermuten die Autoren, dass die bedecktsamigen Pflanzen keine großen Bäume, sondern eher Teile der Strauch- und Krautschicht repräsentieren.
Orkoraptor teilte sich diesen Lebensraum unter anderem mit dem Abelisauroiden Austrocheirus isasii, dem Iguanodontier Talenkauen santacrucensis und dem Sauropoden Puertasaurus reuili. Dazu kommen noch Überreste von Krokodilen und Schildkröten.